# Death Cab for Cutie
Death Cab for Cutie – indierockowa grupa muzyczna założona w 1997 roku w  Bellingham, w stanie Waszyngton.
Nazwa grupy została zaczerpnięta z tytułu satyrycznej piosenki zespołu Bonzo Dog Doo-Dah Band z albumu Gorilla.

## Historia
Death Cab for Cutie początkowo był solowym projektem Bena Gibbarda, wówczas gitarzysty formacji Pinwheel. Za pierwsze wydawnictwo Gibbarda pod szyldem Death Cab for Cutie można uznać kasetę zatytułowaną You Can Play These Songs with Chords, która odniosła zaskakujący sukces, co w późniejszym czasie przyczyniło się do decyzji Gibbarda o uczynieniu zespołu pełnowymiarowym przedsięwzięciem muzycznym. Gibbard rekrutował zatem Christophera Walla na gitarzystę, Nicholasa Harmera na basistę i Nathana Gooda na perkusistę. W takim składzie zespół nagrał album długogrający Someting About Airplanes w 1998 roku. Wydawnictwo zyskało przychylne oceny niezależnej prasy muzycznej i w 2000 roku wydano We Have the Facts and We're Voting Yes – drugi album grupy. W tym czasie załogę Death Cab for Cutie opuścił dotychczasowy perkusista składu, Nathan Good. Z powodu tej zmiany, obowiązek bębnienia na płycie (oprócz 2 utworów – "The Employment Pages" i "Company Calls Epilogue" nagranych w jeszcze składzie z Goodem) przypadł wokaliście Gibbardowi. Lider grupy jednak nie utrzymał posady perkusisty na długo, bo na jesieni 2000 roku pojawił się Michael Schorr, który wypełnił miejsce po poprzednim perkusiście. W tym samym roku ukazała się jeszcze EPka The Forbidden Love i album The Photo Album, z którego ukryte utwory znalazły się powtórnie na The Stability E.P.
W 2003 roku w zespole zaszły kolejne zmiany na stanowisku perkusisty – Jason McGerr z Eureka Farm zastąpił Schorra. Z nowym bębniarzem, Death Cab For Cutie nagrali swoją czwartą płytę długogrającą zatytułowaną Transatlanticism. Longplay zyskał miano najlepiej sprzedającego się wydawnictwa zespołu – 225 000 kopii sprzedanych w pierwszym roku dostępności albumu w sklepach. Na konto sukcesów grupy można dopisać także wykorzystanie piosenek w serialu telewizyjnym Sześć stóp pod ziemią oraz amerykańskiej produkcji telewizyjnej The O.C. oraz w dwóch filmach: Polowanie na druhny i Mean creek.
Wiosną 2004 formacja nagrała koncertowy album zatytułowany nazwiskiem swojego dźwiękowca – The John Byrd E.P.. Płyta została wydana nakładem wytwórni w marcu 2005 roku. W listopadzie 2005 roku Death Cab for Cutie podpisali długoterminowy kontrakt z dużą wytwórnią, tracąc przez to poniekąd status grupy niezależnej. Żeby nie utracić wizerunku indierockowców Gibbard w imieniu swoim i kolegów oświadczył na łamach oficjalnej strony: Nic nie ulegnie zmianie, poza tym że obok psa Barsuka trzymającego w pysku winyl będzie widniała jeszcze literka "A".
Dwa pierwsze single z płyty Plans wydane przez to Soul Meets Body i Crooked Teeth. Cały album wyszedł w sierpniu 2005 roku i został dobrze przyjęty przez fanów, jak i środowisko krytyków, czego wyrazem była nominacja do nagrody Grammy w kategorii Najlepszego Alternatywnego Albumu roku 2005. W tym samym roku ukazało się DVD z trasy Drive Well, Sleep Carefully.
Na początku 2006 zespół ogłosił, że niedługo do sklepów wejdzie wydawnictwo Directions, czyli 11 krótkich filmów zainspirowanych utworami z Plans, z czego każdy reżyserowany przez inną osobę. Autorami filmików byli: Lance Bangs, P. R. Brown, Ace Norton, Jeffrey Brown, Lightborne, Autumn de Wilde, Rob Scharab, Laurent Briet, Monkmus i Aaron Stewart-Ahn.
Pobocznym projektem Bena Gibbardda jest The Postal Service, będący duetem Gibbarda z twórcą muzyki elektronicznej, Dntelem. Razem wydali jedną płytę w 2003 roku, zatytułowaną Give Up.

## Dyskografia

### Albumy studyjne
- 1997 You Can Play These Songs with Chords
- 1998 Something About Airplanes
- 2000 We Have the Facts and We're Voting Yes
- 2001 The Photo Album
- 2002 You Can Play These Songs with Chords [wersja rozszerzona]
- 2003 Transatlanticism
- 2005 Plans
- 2008 Narrow Stairs
- 2011 Codes and Keys
- 2015 Kintsugi
- 2018 Thank You for Today

### EPki
- 2000 The Forbidden Love E.P.
- 2002 The Stability E.P.
- 2004 Studio X Sessions E.P.
- 2005 The John Byrd E.P.
- 2006 Crooked Teeth E.P.
- 2008 Narrow Stairs Bonus E.P.
- 2009 The Open Door E.P.

### Single
- 2002  Stability - The Stability E.P
- 2002  A Movie Script Ending - The Photo Album
- 2002  We Laugh Indoors - The Photo Album
- 2002  I Was A Kaleidoscope - The Photo Album
- 2003  The New Year - Transatlanticism
- 2004  Sound of Settling - Transatlanticism
- 2004  Title And Registration - Transatlanticism
- 2005  Soul Meets Body - Plans
- 2006  Crooked Teeth - Plans
- 2006  I Will Follow You Into the Dark - Plans
- 2009  Grapevine Fires  - Narrow Stairs

### Składanki zawierające utwory Death Cab for Cutie
- 1999 The Four Dots Compilation
- 2001 Barsuk Treats Vol. 1
- 2002 Live The Dream: A Fierce Panda Sampler
- 2004 Future Soundtrack for America
- 2004 Wicker Park (Soundtrack)
- 2004 The Late Great Daniel Johnston: Discovered Covered
- 2004 Music from the OC: Mix 2
- 2005 Atticus: Dragging the Lake, Vol. 3
- 2005 Six Feet Under, Vol. 2: Everything Ends
- 2005 Wedding Crashers (Soundtrack)
- 2005 iTunes Originals – Death Cab for Cutie
- 2005 Stubbs the Zombie (The Soundtrack)
- 2009 New Moon (Soundtrack)

## Filmografia

### DVD
- Drive Well, Sleep Carefully – On the Road with Death Cab for Cutie (2005 • Plexifilm)
- Directions: The Plans Video Album (2006 • Atlantic Records)

### Muzyczne wideo
- A Movie Script Ending (2001)
- The New Year (2003)
- The Sound of Settling (2004)
- Title and Registration (2005)
- Soul Meets Body (2005)
- Crooked Teeth (2005)
- I Will Follow You Into The Dark (2006)
- Grapevine Fires (2009)